# Baumgarten bei Gnas
Baumgarten bei Gnas è una frazione di 541 abitanti del comune austriaco di Gnas, nel distretto di Südoststeiermark (Stiria). Già comune autonomo, il 1º gennaio 2015 è stato aggregato a Gnas assieme agli altri comuni soppressi di Aug-Radisch, Grabersdorf, Maierdorf, Poppendorf, Raning, Trössing e Unterauersbach e alla località di Kohlberg II, già frazione del comune di Kohlberg (a sua volta soppresso).